# CNTFR
CNTFR (англ. Ciliary neurotrophic factor receptor) – білок, який кодується однойменним геном, розташованим у людей на 9-й хромосомі. Довжина поліпептидного ланцюга білка становить 372 амінокислот, а молекулярна маса — 40 633.
| 10         |  | 20         |  | 30         |  | 40         |  | 50         |
| ---------- |  | ---------- |  | ---------- |  | ---------- |  | ---------- |
| MAAPVPWACC |  | AVLAAAAAVV |  | YAQRHSPQEA |  | PHVQYERLGS |  | DVTLPCGTAN |
| WDAAVTWRVN |  | GTDLAPDLLN |  | GSQLVLHGLE |  | LGHSGLYACF |  | HRDSWHLRHQ |
| VLLHVGLPPR |  | EPVLSCRSNT |  | YPKGFYCSWH |  | LPTPTYIPNT |  | FNVTVLHGSK |
| IMVCEKDPAL |  | KNRCHIRYMH |  | LFSTIKYKVS |  | ISVSNALGHN |  | ATAITFDEFT |
| IVKPDPPENV |  | VARPVPSNPR |  | RLEVTWQTPS |  | TWPDPESFPL |  | KFFLRYRPLI |
| LDQWQHVELS |  | DGTAHTITDA |  | YAGKEYIIQV |  | AAKDNEIGTW |  | SDWSVAAHAT |
| PWTEEPRHLT |  | TEAQAAETTT |  | STTSSLAPPP |  | TTKICDPGEL |  | GSGGGPSAPF |
| LVSVPITLAL |  | AAAAATASSL |  | LI         |  |            |  |            |

A: Аланін

C: Цистеїн

D: Аспарагінова кислота

E: Глутамінова кислота

F: Фенілаланін

G: Гліцин

H: Гістидин

I: Ізолейцин

K: Лізин

L: Лейцин

M: Метіонін

N: Аспарагін

P: Пролін

Q: Глутамін

R: Аргінін

S: Серин

T: Треонін

V: Валін

W: Триптофан

Кодований геном білок за функціями належить до рецепторів, ліпопротеїнів. 
Локалізований у клітинній мембрані, мембрані.